# Chief Santos
Der Chief Santos FC ist ein Fußballverein aus Tsumeb in Namibia. Er spielte seit Anfang der 1990er Jahre in der höchsten (Namibia Premier League) oder zweithöchsten (Namibia First Division) namibischen Fußballliga. Zudem war der Verein mehrfach Meister und Pokalsieger.
Das Vereinsstadion ist das 1.500 Zuschauer fassende Oscar-Norich-Stadion. 

## Erfolge
- Namibischer Fußballmeister: 1993, 2003
- Namibischer Pokalsieger: 1991, 1998, 1999, 2000

### Internationale Teilnahmen
- CAF Cup: 1997 1. Runde
- African Cup Winners’ Cup: 1992 1. Runde; 2000 Vorrunde
- CAF Champions League: 1994 Vorrunde